# Monique Uldaric
Monique Uldaric (1954) è una modella francese, vincitrice del titolo di Miss Riunione 1975 e Miss Francia 1976. In seguito alla vittoria del titolo, la Undaric partecipò a Miss Universo 1976 e Miss Mondo.